# Ниденштайн
Ниденштайн (нем. Niedenstein) — город в Германии, в земле Гессен. Подчинён административному округу Кассель. Входит в состав района Швальм-Эдер.  Население составляет 5279 человек (на 31 декабря 2010 года). Занимает площадь 30,61 км². Официальный код – 06 6 34 018.
Город подразделяется на 5 городских районов.